# Hendrik Daniëlsz Hooft

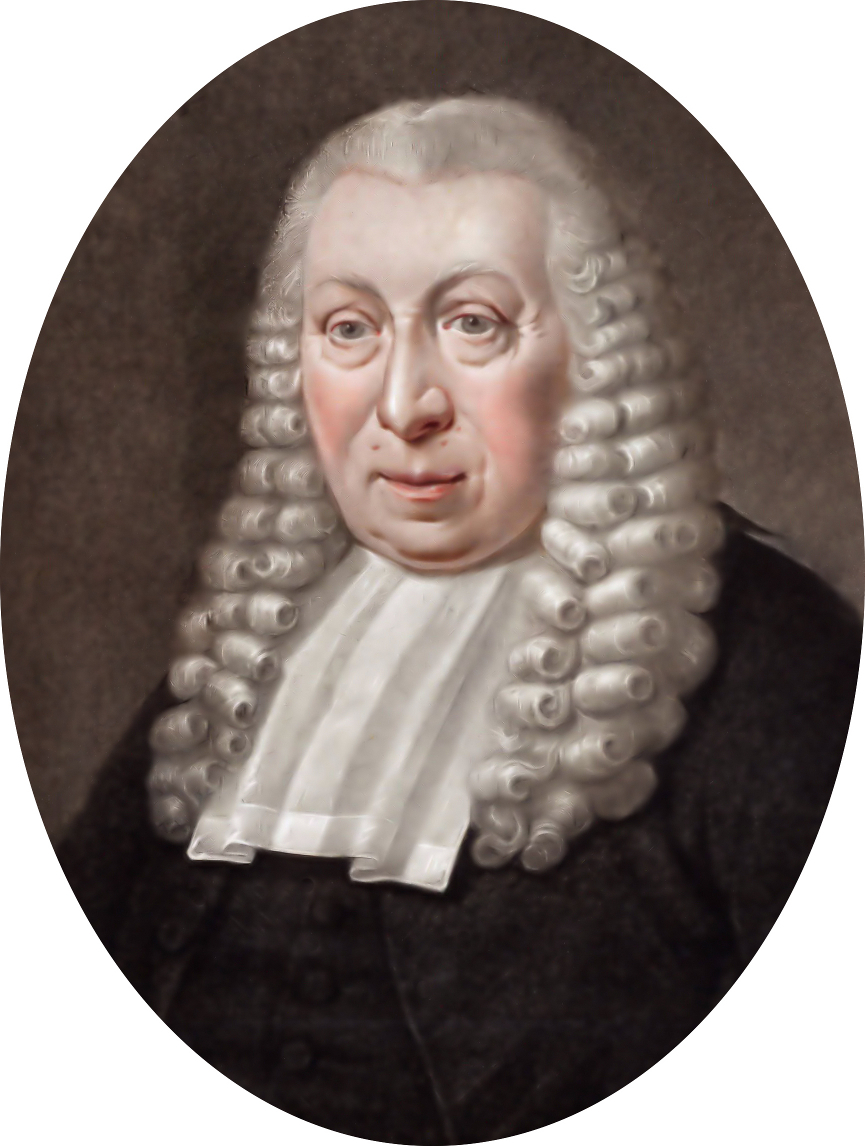
Hendrik Danielsz Hooft

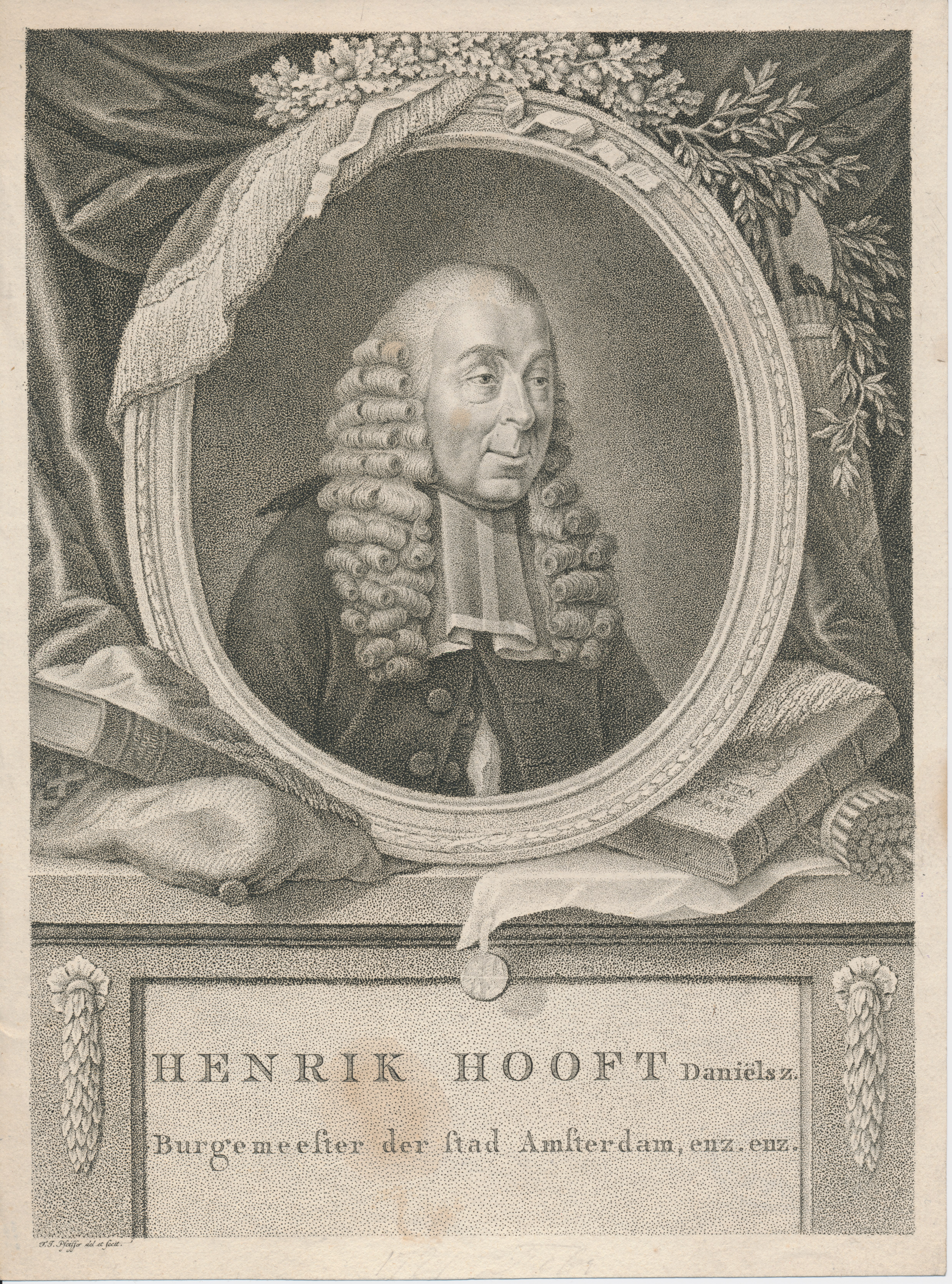
Gravure Hendrik Daniëlsz Hooft. Onderschrift gravure verwijst naar burgerlijk ambt

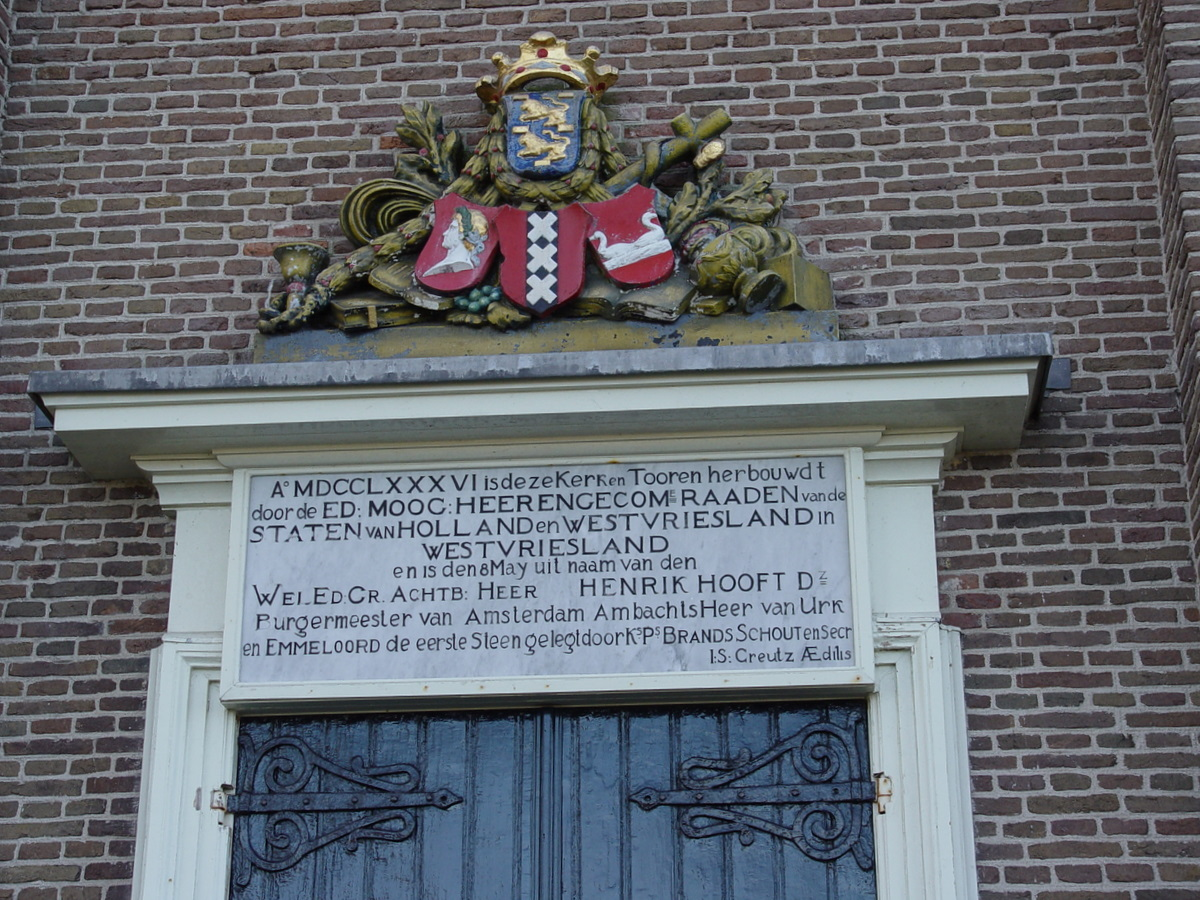
Gedenksteen van de herbouw van het kerkje aan Zee op Urk uit 1786 met vermelding van Hendrik Hooft. Het linker wapen (heraldisch rechts) is het sprekend wapen van de familie Hooft.

Hendrik Danielsz. Hooft (23 juni 1716 – 24 augustus 1794) was een Amsterdamse regent die in 1769 burgemeester van de stad werd. Tussen 1774 en 1787 werd hij nog zeven keer benoemd. Hooft was ambachtsheer van Urk, hoogheemraad en postmeester. Vrij spoedig sloot hij zich aan bij de patriottenbeweging. De democraten noemden hem Vader Hooft vanwege zijn leeftijd; de meeste patriotten waren jong. Zijn afbeelding verscheen na 1787 op veel prent- en glaswerk en tot zijn dood werd zijn verjaardag gevierd door de patriotten. Hij was een lid van het Amsterdamse regentengeslacht Hooft. 

## Biografie
Hooft was omstreeks het midden van de eeuw een van de belangrijkste kooplieden en bankiers aan de beurs. Hij was eigenaar van twee winstgevende koffieplantages in de Berbice en verrekende miljoenen aan de Amsterdamse wisselbank.  
Als koopman op Frankrijk was hij politiek vooruitstrevend en er bestond een zekere tegenstelling tussen hem en mannen als Hendrik Muilman en Joachim Rendorp, die mogelijk meer op Engeland georiënteerd waren. Zijn dochter Hester trouwde in 1786 met admiraal Jan Hendrik van Kinsbergen. Hooft werd in dat jaar opnieuw tot burgemeester benoemd als opvolger van Rendorp. 

## Patriottentijd
In het voorjaar van 1787 werden door de burgerij allerlei democratische eisen aan de Amsterdamse vroedschap kenbaar gemaakt. Een van de eisen betrof het in dienst blijven van de Rijngraaf van Salm. Een besluit in dit kader werd op 26 februari 1787 in de Grote Zaal van het stadhuis op de Dam voorgelezen, maar de hele maand maart bleven de vrijkorpsen onrustig. 
De magistraat stuurde Abraham Calkoen, de voormalige schout van Amstelland, op 12 april naar Nijmegen om de prins een aanbod te doen.
De prins zou moeten proberen de bijltjes op de Oostelijke eilanden tot actie te bewegen tegen de exercitiegenootschappen. Op 20 april 1787 werden Willem G. Dedel en acht van zijn collega’s, waaronder Joan Graafland, Pietersz. en Nicolaas Calkoen beschuldigd van samenzwering met de prins. De volgende dag werden op aandrang van de burgerij de negen leden van de vroedschap verwijderd, nadat 16.000 mensen een petitie tekenden. Niettemin raakte eind mei de orde steeds verder ontregeld. Kattenburg werd omsingeld en het huis van Rendorp op het Singel geplunderd. Op 7 juni werden twee burgemeesters vervangen: Dedel en Maarten Adriaan Beels. Geelvinck en Backer kwam op het kussen, maar niet voor lang!
Nadat een Pruisisch leger  van 20.000 man onder de hertog van Brunswijk de Republiek had bezet, trad Hendrik Hooft samen met Gerrit de Graeff II uit de regering. Op 1 december van dat jaar werd hij en menig ander afgezet uit wraak. Hij was in april 1788 nog aanwezig in Waten, waar de voormannen van de patriotten een kasteel bewoonden en reisde naar Rouaan en Parijs, maar trok zich terug op de hofstede Valk-en-Heining bij Loenersloot. 
Hendrik Hooft ligt begraven in Vreeland.

## Trivia
- Het woonhuis van Hendrik Hooft aan de Herengracht 556 maakt thans deel uit van het Waldorf Astoria Hotel in Amsterdam.